# Inspektorat Chełm Armii Krajowej
Inspektorat Chełm Armii Krajowej – terenowa struktura Okręgu Lublin Armii Krajowej.

## Skład organizacyjny
Organizacja w 1944:
- Obwód Chełm
- Obwód Włodawa
- Obwód Krasnystaw